# Llista de topònims de Planoles
Llista de topònims (noms propis de lloc) del municipi de Planoles, al Ripollès
Informació actualitzada per un bot. Els canvis manuals es perdran quan s'actualitzi!

## entitat singular de població
| imatge | Nom                     | Ubicat a | instància de                                                                   | Detalls | coordenades                                                                 | Protecció | Commons (més fotos)    | Dades a WD                    |
| ------ | ----------------------- | -------- | ------------------------------------------------------------------------------ | ------- | --------------------------------------------------------------------------- | --------- | ---------------------- | ----------------------------- |
|        | Aspre                   | Planoles | entitat singular de població                                                   | 5 hab   | 42° 18′ 30″ N, 2° 05′ 55″ E / 42.30829°N,2.098601°E 1250 msnm               |           |                        | Modifica les dades a Wikidata |
|        | Can Croells i el Serrat | Planoles | entitat singular de població                                                   | 5 hab   | 42° 19′ 14″ N, 2° 06′ 44″ E / 42.3205494°N,2.112185955°E 1202.536 msnm      |           |                        | Modifica les dades a Wikidata |
|        | Can Fosses              | Planoles | entitat singular de població                                                   | 10 hab  | 42° 19′ 20″ N, 2° 06′ 14″ E / 42.32218155°N,2.103774548°E 1309.077 msnm     |           |                        | Modifica les dades a Wikidata |
|        | Planoles                | Planoles | entitat singular de població ens local històric de Catalunya capital municipal | 225 hab | 42° 18′ 57″ N, 2° 06′ 06″ E / 42.31593394°N,2.1016607°E 1113 msnm           |           |                        | Modifica les dades a Wikidata |
|        | Planès                  | Planoles | entitat singular de població ens local històric de Catalunya                   | 33 hab  | 42° 19′ 08″ N, 2° 05′ 52″ E / 42.31879°N,2.09776°E 1207 msnm                |           | Planès (Planoles)      | Modifica les dades a Wikidata |
|        | el Molí                 | Planoles | entitat singular de població                                                   | 13 hab  | 42° 18′ 57″ N, 2° 06′ 17″ E / 42.31578751°N,2.10481785°E 1126 msnm          |           |                        | Modifica les dades a Wikidata |
|        | el Puig                 | Planoles | entitat singular de població                                                   | 9 hab   | 42° 19′ 17″ N, 2° 06′ 27″ E / 42.321411953996°N,2.1073772449742°E 1213 msnm |           |                        | Modifica les dades a Wikidata |
|        | les Casetes             | Planoles | entitat singular de població                                                   | 6 hab   | 42° 18′ 53″ N, 2° 06′ 47″ E / 42.314693619917°N,2.113046973505°E 1065 msnm  |           | Les Casetes (Planoles) | Modifica les dades a Wikidata |

## església
| imatge | Nom                     | Ubicat a | instància de | Detalls                        | coordenades                                          | Protecció                   | Commons (més fotos)     | Dades a WD                    |
| ------ | ----------------------- | -------- | ------------ | ------------------------------ | ---------------------------------------------------- | --------------------------- | ----------------------- | ----------------------------- |
|        | Sant Marcel de Planés   | Planoles | església     | Estil: art romànic a Catalunya | 42° 19′ 11″ N, 2° 05′ 52″ E / 42.319722°N,2.097778°E | bé cultural d'interès local | Sant Marcel de Planés   | Modifica les dades a Wikidata |
|        | Sant Vicenç de Planoles | Planoles | església     |                                | 42° 18′ 58″ N, 2° 06′ 16″ E / 42.316083°N,2.104403°E | bé cultural d'interès local | Sant Vicenç de Planoles | Modifica les dades a Wikidata |

## masia
| imatge | Nom           | Ubicat a | instància de | Detalls                     | coordenades                                                                   | Protecció                                  | Commons (més fotos)    | Dades a WD                    |
| ------ | ------------- | -------- | ------------ | --------------------------- | ----------------------------------------------------------------------------- | ------------------------------------------ | ---------------------- | ----------------------------- |
|        | Ca l'Andalet  | Planoles | masia        |                             | 42° 18′ 20″ N, 2° 05′ 57″ E / 42.3056679941176°N,2.09914313114283°E           |                                            |                        | Modifica les dades a Wikidata |
|        | Ca l'Orriols  | Planoles | masia        |                             | 42° 19′ 14″ N, 2° 06′ 28″ E / 42.3204521892546°N,2.1078762381281°E            |                                            |                        | Modifica les dades a Wikidata |
|        | Cal Barraquer | Planoles | masia        |                             | 42° 18′ 18″ N, 2° 05′ 56″ E / 42.304863969067°N,2.0988270129092°E             |                                            |                        | Modifica les dades a Wikidata |
|        | Cal Fuster    | Planoles | masia        |                             | 42° 19′ 06″ N, 2° 06′ 07″ E / 42.3182180206883°N,2.10202221111569°E           |                                            |                        | Modifica les dades a Wikidata |
|        | Cal Grevolosa | Planoles | masia        |                             | 42° 19′ 15″ N, 2° 05′ 50″ E / 42.3209452206202°N,2.09722621438443°E           |                                            |                        | Modifica les dades a Wikidata |
|        | Cal Jan Pau   | Planoles | masia        | Estil: arquitectura popular | 42° 19′ 12″ N, 2° 05′ 54″ E / 42.31999°N,2.098224°E 1194 msnm                 | bé integrant del patrimoni cultural català | Cal Jan Pau            | Modifica les dades a Wikidata |
|        | Cal Rovell    | Planoles | masia        |                             | 42° 18′ 22″ N, 2° 05′ 58″ E / 42.3061647024787°N,2.09931804260459°E           |                                            |                        | Modifica les dades a Wikidata |
|        | Cal Solivent  | Planoles | masia        |                             | 42° 19′ 07″ N, 2° 06′ 15″ E / 42.3185232665024°N,2.10420222322248°E           |                                            |                        | Modifica les dades a Wikidata |
|        | Can Creus     | Planoles | masia        |                             | 42° 19′ 16″ N, 2° 06′ 27″ E / 42.3211780111939°N,2.10740482350685°E           |                                            |                        | Modifica les dades a Wikidata |
|        | Can Croells   | Planoles | masia        |                             | 42° 19′ 15″ N, 2° 06′ 51″ E / 42.3207808289524°N,2.11425498799114°E           |                                            |                        | Modifica les dades a Wikidata |
|        | Can Fosses    | Planoles | masia        | Estil: arquitectura popular | 42° 19′ 20″ N, 2° 06′ 12″ E / 42.322258°N,2.103423°E 1260 msnm                | bé integrant del patrimoni cultural català | Can Fosses             | Modifica les dades a Wikidata |
|        | Can Gasparó   | Planoles | masia        | Estil: arquitectura popular | 42° 18′ 30″ N, 2° 05′ 52″ E / 42.308347°N,2.097844°E Aspre                    | bé integrant del patrimoni cultural català |                        | Modifica les dades a Wikidata |
|        | Can Sadurní   | Planoles | masia        |                             | 42° 18′ 54″ N, 2° 06′ 32″ E / 42.3150737597317°N,2.10880163462806°E 1092 msnm |                                            | Can Sadurní (Planoles) | Modifica les dades a Wikidata |
|        | Can Trisant   | Planoles | masia        |                             | 42° 19′ 12″ N, 2° 06′ 09″ E / 42.320087007314°N,2.10262668562158°E            |                                            |                        | Modifica les dades a Wikidata |
|        | Torre el Niu  | Planoles | masia        |                             | 42° 18′ 30″ N, 2° 05′ 57″ E / 42.308395957969°N,2.09903143244718°E            |                                            |                        | Modifica les dades a Wikidata |
|        | el Serrat     | Planoles | masia        |                             | 42° 19′ 02″ N, 2° 06′ 52″ E / 42.3171166020052°N,2.11441559454289°E           |                                            |                        | Modifica les dades a Wikidata |
|        | la Casa Vella | Planoles | masia        |                             | 42° 18′ 29″ N, 2° 05′ 55″ E / 42.3080863532456°N,2.09859904955834°E           |                                            |                        | Modifica les dades a Wikidata |

## muntanya
| imatge | Nom                  | Ubicat a                     | instància de | Detalls | coordenades                                                             | Protecció | Commons (més fotos)   | Dades a WD                    |
| ------ | -------------------- | ---------------------------- | ------------ | ------- | ----------------------------------------------------------------------- | --------- | --------------------- | ----------------------------- |
|        | Cim d'Estremera      | Planoles Queralbs            | muntanya     |         | 42° 20′ 15″ N, 2° 07′ 27″ E / 42.33738889°N,2.12427778°E 1947.5 msnm    |           | Cim d'Estremera       | Modifica les dades a Wikidata |
|        | Costa Pubilla        | Gombrèn Planoles             | muntanya     |         | 42° 17′ 09″ N, 2° 04′ 50″ E / 42.2857169362°N,2.08066391016°E 2056 msnm |           | Costa Pubilla         | Modifica les dades a Wikidata |
|        | Puig de Dòrria       | Vallcebollera Planoles Toses | muntanya     |         | 42° 21′ 42″ N, 2° 05′ 05″ E / 42.361767°N,2.084664°E 2547 msnm          |           | Puig de Dòrria        | Modifica les dades a Wikidata |
|        | Roc Blanc            | Planoles Queralbs            | muntanya     |         | 42° 20′ 37″ N, 2° 06′ 42″ E / 42.3435°N,2.11158°E 2000.5 msnm           |           |                       | Modifica les dades a Wikidata |
|        | Serrat de la Caritat | Planoles Ribes de Freser     | muntanya     |         | 42° 19′ 36″ N, 2° 07′ 28″ E / 42.3268°N,2.1244°E 1893.6 msnm            |           |                       | Modifica les dades a Wikidata |
|        | el Cogulló           | Planoles Toses               | muntanya     |         | 42° 17′ 47″ N, 2° 05′ 04″ E / 42.2965°N,2.08453°E 1794.1 msnm           |           | El Cogulló (Planoles) | Modifica les dades a Wikidata |
|        | la Covil             | Gombrèn Campelles Planoles   | muntanya     |         | 42° 16′ 54″ N, 2° 05′ 51″ E / 42.2816°N,2.09753°E 2003 msnm             |           | La Covil (Campelles)  | Modifica les dades a Wikidata |

## serra
| imatge | Nom                | Ubicat a                   | instància de                                        | Detalls                       | coordenades                                                   | Protecció | Commons (més fotos) | Dades a WD                    |
| ------ | ------------------ | -------------------------- | --------------------------------------------------- | ----------------------------- | ------------------------------------------------------------- | --------- | ------------------- | ----------------------------- |
|        | la Vaquerissa      | Planoles Queralbs          | serra                                               |                               | 42° 21′ 18″ N, 2° 06′ 09″ E / 42.3549°N,2.10239°E 2535.7 msnm |           |                     | Modifica les dades a Wikidata |
|        | serra de Montgrony | Campelles Gombrèn Planoles | serra àrea protegida Pla d'Espais d'Interès Natural | 1992 Superfície: 3819.74396ha | 42° 17′ 08″ N, 2° 04′ 50″ E / 42.28568833°N,2.08068889°E      |           | Serra de Montgrony  | Modifica les dades a Wikidata |

## vèrtex geodèsic
| imatge | Nom           | Ubicat a | instància de    | Detalls   | coordenades                                                        | Protecció | Commons (més fotos) | Dades a WD                    |
| ------ | ------------- | -------- | --------------- | --------- | ------------------------------------------------------------------ | --------- | ------------------- | ----------------------------- |
|        | Barracas      | Planoles | vèrtex geodèsic | Alt: 1.2m | 42° 20′ 15″ N, 2° 07′ 27″ E / 42.33738°N,2.124305°E 1947.522 msnm  |           |                     | Modifica les dades a Wikidata |
|        | Piedra Picada | Planoles | vèrtex geodèsic | Alt: 1.2m | 42° 17′ 09″ N, 2° 04′ 50″ E / 42.285707°N,2.080684°E 2055.526 msnm |           |                     | Modifica les dades a Wikidata |

## Misc
| imatge | Nom                            | Ubicat a                                 | instància de             | Detalls                                                                 | coordenades                                                                                               | Protecció        | Commons (més fotos)     | Dades a WD                    |
| ------ | ------------------------------ | ---------------------------------------- | ------------------------ | ----------------------------------------------------------------------- | --- | ---------------- | ----------------------- | ----------------------------- |
|        | Estació de Planoles            | Planoles                                 | estació de ferrocarril   |                                                                         | 42° 18′ 52″ N, 2° 05′ 59″ E / 42.31438888888889°N,2.0998055555555557°E                                    |                  |                         | Modifica les dades a Wikidata |
|        | L'Avetar                       | Planoles                                 | bosc                     |                                                                         | 42° 17′ 35″ N, 2° 05′ 37″ E / 42.293056°N,2.093611°E 1250 1600 msnm                                       |                  |                         | Modifica les dades a Wikidata |
|        | Rigard                         | Toses Planoles Ribes de Freser Campelles | curs d'aigua             | Desemboca: el Freser Llarg: 25km                                        | 42° 19′ 11″ N, 2° 00′ 20″ E / 42.319828°N,2.005452°E 42° 18′ 17″ N, 2° 10′ 02″ E / 42.304861°N,2.167283°E |                  | Rigard River            | Modifica les dades a Wikidata |
|        | Viaducte de les Casetes        | Planoles                                 | viaducte pont ferroviari | Hi passa: línia Ripoll-Puigcerdà línia R3                               | 42° 18′ 51″ N, 2° 06′ 37″ E / 42.31414730905903°N,2.110329866409302°E 1056 msnm                           |                  | Viaducte de les Casetes | Modifica les dades a Wikidata |
|        | avet del Torrent de la Comella | Planoles                                 | arbre singular           | Taxon: avet blanc (Abies alba) Ample: 15.2m Alt: 28.5m Perímetre: 3.43m | 42° 17′ 40″ N, 2° 05′ 31″ E / 42.29442°N,2.09184°E ca:Torrent de la Comella, l'Avetar 1464 msnm           | arbre monumental |                         | Modifica les dades a Wikidata |
|        | casa consistorial de Planoles  | Planoles                                 | casa consistorial        |                                                                         | 42° 18′ 59″ N, 2° 06′ 14″ E / 42.3162818°N,2.1039708°E                                                    |                  |                         | Modifica les dades a Wikidata |
|        | fortí de la Font Negra         | Planoles                                 | fort                     |                                                                         | 42° 17′ 22″ N, 2° 04′ 58″ E / 42.289473°N,2.082724°E 1786 msnm                                            |                  | Fortí de la Font Negra  | Modifica les dades a Wikidata |
|        | la Serreta                     | Planoles                                 | nucli de població        |                                                                         | 42° 18′ 59″ N, 2° 05′ 53″ E / 42.3164210299606°N,2.09797043947313°E                                       |                  |                         | Modifica les dades a Wikidata |
|        | refugi de Corral Blanc         | Planoles                                 | refugi de muntanya       | 2006-06-29 Hi passa: GR 11                                              | 42° 20′ 15″ N, 2° 06′ 40″ E / 42.3375°N,2.11111111°E ca:Prop del collet de les Barraques 1816 msnm        |                  | Refugi de Corral Blanc  | Modifica les dades a Wikidata |